# Justin Raimondo
Justin Raimondo, född 18 november 1951 i White Plains, New York, död 27 juni 2019 i Sebastopol, Kalifornien, var en amerikansk författare, redaktör, gayaktivist och fredsaktivist. Han var chefredaktör för den icke-interventionistiska webbsajten Antiwar.com och beskrev sig själv som konservativ paleolibertarian.

## Privatliv
Raimondo var gift med Yoshinori Abe.
Raimondo avled på grund av lungcancer.

### Fotnoter
1. ↑  Justin Raimondo, RIP (1951-2019)
2. ↑  News, A. B. C.. ”Gay rights, anti-war activist Justin Raimondo dies at 67” (på engelska). ABC News. https://abcnews.go.com/US/wireStory/gay-rights-antiwar-activist-justin-raimondo-dies-67-64050668. Läst 22 januari 2021.
3. ↑  Justin Raimondo, Commissar Frum: Former Presidential speechwriter smears antiwar conservatives, Antiwar.com, 22 mars 2003.
4. 1 2  ”Justin Raimondo, longtime Bay Area antiwar activist and writer, dies” (på amerikansk engelska). SFChronicle.com. 1 juli 2019. https://www.sfchronicle.com/bayarea/article/Justin-Raimondo-longtime-Bay-Area-antiwar-14061759.php. Läst 22 januari 2021.